# بنای یادبود بین‌المللی اصلاحات

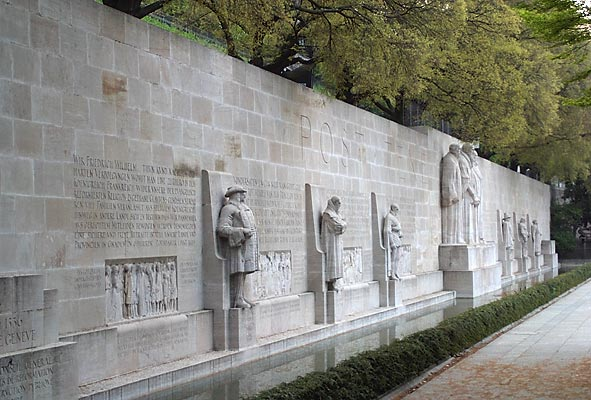
بنای یادبود بین‌المللی اصلاحات یا به اختصار دیوار اصلاحات ۱۰۰ متر طول دارد و چهرهٔ شخصیت‌های تأثیر گذار پروتستان سراسر اروپا را نمایش می‌دهد.

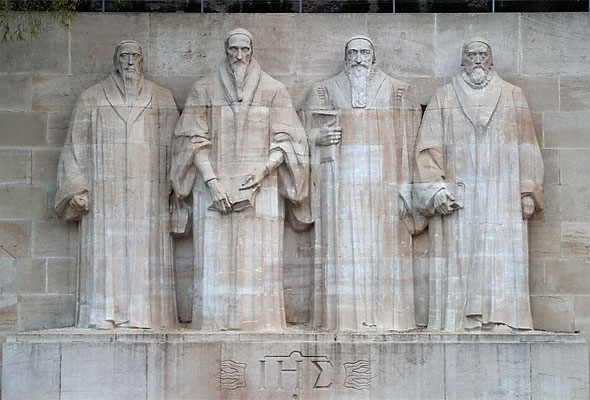
در مرکز دیوار مجسمه‌های ویلیام فارل، ژان کالون، تئودور دو بز و جان ناکس قرار دارد.

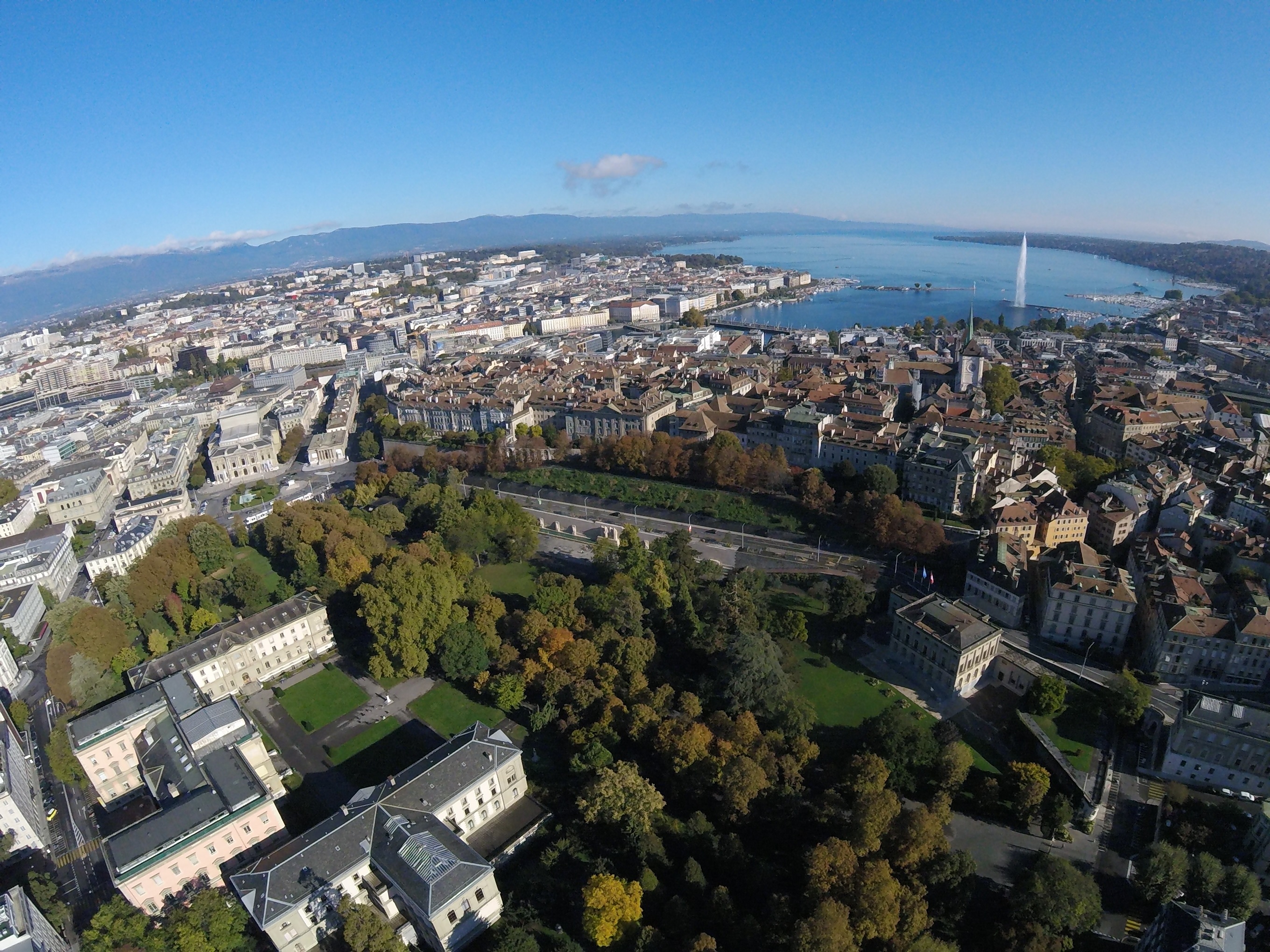
بنای یادبود بین‌المللی اصلاحات، نمای هوایی

بنای یادبود بین‌المللی اصلاحات (به فرانسوی: Monument international de la Réformation؛ آلمانی: Internationales Reformationsdenkmal)، که معمولاً به عنوان دیوار اصلاحات (به فرانسوی: Mur des réformateurs) شناخته می‌شود، در سال ۱۹۰۹ در ژنو، سوئیس افتتاح شد. ساخت این دیوار یادبودی از افراد، رویدادها و اسناد اصلی اصلاحات پروتستانی است که به صورت مجسمه و نقش برجسته ساخته شده‌است.
دیوار در محوطه دانشگاه ژنو است (دانشگاهی که توسط ژان کالون تأسیس شد) و به مناسبت چهارصدمین سالگرد تولد کالون و سیصد و پنجاهمین سالگرد تأسیس دانشگاه ساخته شد. این بنا در دیوارهای قدیمی شهر ساخته شده‌است.
این یادبود بهترین اثر مسابقه ای بود که برای تغییر آن قسمت از پارک برگزار شده بود. این مسابقه شامل ۷۱ طرح پیشنهادی از سراسر جهان بود که چهار معمار سوئیسی برنده شدند: چارلز دوبوآ، آلفونس لاوریر، اوژنی مونو و ژان تایلنز (البته طرح دیگر آنها سوم شد). مجسمه‌ها توسط دو مجسمه‌ساز فرانسوی ساخته شد: پل لاندوفسکی و هنری بوچارد.
ژنو در دوران اصلاحات پروتستانی، مرکز کالوینیسم بود و تاریخ و میراث این شهر از قرن شانزدهم به بعد با پروتستانیسم پیوند تنگاتنگی داشته‌است. به دلیل ارتباط نزدیک شهر ژنو با آن نوع خاص از الهیات پروتستانی، برجسته‌ترین افرادی تصویرشان رو دیوار حک شده، کالوینیست هستند.
در مرکز این بنا، چهار مجسمه ۵ متری از طرفداران اصلی کالوینیسم به تصویر کشیده شده‌است:
- ویلیام فارل (۱۴۸۹–۱۵۶۵)
- جان کالون (۱۵۰۹–۱۵۶۴)
- تئودور دو بز (۱۵۱۹–۱۶۰۵)
- جان ناکس (حدود ۱۵۱۳–۱۵۷۲)

در سمت چپ (رو به دیوار، به ترتیب از چپ به راست) مجسمه‌های مرکزی، مجسمه‌های ۳ متری قرار دارند:
- فریدریش ویلهلم (۱۶۲۰–۱۶۸۸)
- ویلهلم یکم (۱۵۳۳–۱۵۸۴)
- گاسپارد دو کولینی (۱۵۱۹–۱۵۷۲)

در سمت راست (به ترتیب از چپ به راست) مجسمه‌های مرکزی، مجسمه‌های ۳ متری از:
- راجر ویلیامز (۱۶۰۳–۱۶۸۴)
- الیور کرامول (۱۵۹۹–۱۶۵۸)
- استفان بوسکای (۱۵۵۷–۱۶۰۶)

در امتداد دیوار، در دو طرف مجسمه‌های مرکزی، شعار Post Tenebras Lux (لاتین: به معنای پس از تاریکی، روشنایی)حک شده‌است.
این بنا الهام بخش یکی از مهم‌ترین اشعار مجارستانی قرن بیستم است که توسط گیولا ایلیس در سال ۱۹۴۶ با عنوان قبل از بنای یادبود اصلاحات در ژنو سروده شده‌است.